# Football Club Halifax Town
El Football Club Halifax Town, también conocido como F. C. Halifax Town, es un equipo de fútbol de Inglaterra que juega en la Conference National, la quinta liga de fútbol más importante del país.

## Historia
Fue fundado en el año 2008 en la ciudad de Halifax, Yorkshire del Oeste reemplazando al desaparecido Halifax Town A.F.C., luego de que Her Majesty's Revenue and Customs comprara la plaza vacante en £800,000, aunque ellos pedían por la plaza más de 2 millones, ingresando a la Northern Premier League Division One North en la temporada 2008-09.

## Rivalidades
Los 3 principales rivales del Halifax son:
- Burnley
- Rochdale
- Huddersfield Town

Otros rivales son el Bradford City y el York City.

## Palmarés
| Competición nacional                             | Títulos          | Subcampeonatos |
| ------------------------------------------------ | ---------------- | -------------- |
| Northern Premier League (1/0)                    | 2010–11          |                |
| Northern Premier League Division One North (1/0) | 2009–10          |                |
| FA Trophy (2/0)                                  | 2015–16, 2022–23 |                |